# 談國政
談國政(1844年—?)，字正己，号撫臣，广州驻防漢軍鑲白旗人，清朝政治人物、同進士出身。，女婿商衍鎏。
同治癸酉科举人，光緒九年（1883年），参加癸未科殿試，登進士三甲62名。同年五月，著交吏部掣签分发各省，以知县即用。
历署河南项城县知县，戊子科河南乡试同考官、己丑科河南乡试外收掌官，滎澤縣知县，光州直隶州知州，赏戴花翎，诰授朝议大夫。